# Адміністративний устрій Броварського району
Адміністративний устрій Броварського району — адміністративно-територіальний поділ Броварського району Київської області на 11 сільських рад та 3 селищні і 1 сільську територіальні громади, які об'єднують 45 населених пунктів і підпорядковані Броварській районній раді. Адміністративний центр — місто Бровари, яке є містом обласного значення та не входить до складу району. 18 серпня 2015 року Київська обласна рада утворила першу об'єднану територіальну громаду - Калитянську селищну, а 11 листопада того ж року виключила з облікових даних Калитянську селищну раду, Заворицьку, Мокрецьку, Семиполківську сільради, що об'єдналися у згадану громаду.

## Список громадБроварського району
| № | Назва                           | Центр              | Населені пункти | Площа км² | Місце за площею | Населення (2001), осіб. | Місце за населенням |
| - | ------------------------------- | ------------------ | --- | --------- | --------------- | ----------------------- | ------------------- |
| 1 | Великодимерська селищна громада | смт Велика Димерка | смт Велика Димерка с. Бобрик с. Гайове с. Жердова с. Вільне с. Захарівка с. Мала Тарасівка с. Михайлівка с. Підлісся с. Покровське с. Рудня с. Шевченкове |           |                 |                         | -                   |
| 2 | Зазимська сільська громада      | с. Зазим'я         | с. Зазим'я с. Погреби |           |                 |                         |                     |
| 3 | Калинівська селищна громада     | смт Калинівка      | смт Калинівка с. Квітневе с. Красилівка с. Перемога с. Рожівка с. Скибин                                                                                  |           |                 |                         |                     |
| 4 | Калитянська селищна громада     | смт Калита         | смт Калита с. Опанасів с. Заворичі с. Мокрець с. Бервиця с. Семиполки                                                                                     |           |                 |                         |                     |

## Список радБроварського району(з 2016 року)
| №  | Назва                        | Центр         | Населені пункти            | Площа км² | Місце за площею | Населення (2001), осіб. | Місце за населенням |
| -- | ---------------------------- | ------------- | -------------------------- | --------- | --------------- | ----------------------- | ------------------- |
| 1  | Богданівська сільська рада   | с. Богданівка | с. Богданівка с. Залісся   |           |                 |                         |                     |
| 2  | Гоголівська сільська рада    | с. Гоголів    | с. Гоголів с. Зоря         |           |                 |                         |                     |
| 3  | Княжицька сільська рада      | с. Княжичі    | с. Княжичі                 |           |                 |                         |                     |
| 4  | Кулажинська сільська рада    | с. Кулажинці  | с. Кулажинці               |           |                 |                         |                     |
| 5  | Літківська сільська рада     | с. Літки      | с. Літки                   |           |                 |                         |                     |
| 6  | Літочківська сільська рада   | с. Літочки    | с. Літочки с. Соболівка    |           |                 |                         |                     |
| 7  | Плосківська сільська рада    | с. Плоске     | с. Плоске с. Першотравневе |           |                 |                         |                     |
| 8  | Пухівська сільська рада      | с. Пухівка    | с. Пухівка                 |           |                 |                         |                     |
| 9  | Рожнівська сільська рада     | с. Рожни      | с. Рожни                   |           |                 |                         |                     |
| 10 | Світильнівська сільська рада | с. Світильня  | с. Світильня с. Гребельки  |           |                 |                         |                     |
| 11 | Требухівська сільська рада   | с. Требухів   | с. Требухів с. Переможець  |           |                 |                         |                     |

## Список радБроварського району(до 2016 року)
| №  | Назва                        | Центр              | Населені пункти                                                                            | Площа км² | Місце за площею | Населення (2001), осіб. | Місце за населенням |
| -- | ---------------------------- | ------------------ | ------------------------------------------------------------------------------------------ | --------- | --------------- | ----------------------- | ------------------- |
| 1  | Великодимерська селищна рада | смт Велика Димерка | смт Велика Димерка                                                                         |           |                 |                         |                     |
| 2  | Калинівська селищна рада     | смт Калинівка      | смт Калинівка с. Димитрове с. Перемога с. Скибин                                           |           |                 |                         |                     |
| 3  | Калитянська селищна рада     | смт Калита         | смт Калита с. Опанасів                                                                     |           |                 |                         |                     |
| 4  | Бобрицька сільська рада      | с. Бобрик          | с. Бобрик с. Гайове                                                                        |           |                 |                         |                     |
| 5  | Богданівська сільська рада   | с. Богданівка      | с. Богданівка с. Залісся                                                                   |           |                 |                         |                     |
| 6  | Гоголівська сільська рада    | с. Гоголів         | с. Гоголів с. Зоря                                                                         |           |                 |                         |                     |
| 7  | Жердівська сільська рада     | с. Жердова         | с. Жердова с. Вільне с. Захарівка с. Куйбишеве с. Мала Тарасівка с. Михайлівка с. Підлісся |           |                 |                         |                     |
| 8  | Заворицька сільська рада     | с. Заворичі        | с. Заворичі                                                                                |           |                 |                         |                     |
| 9  | Зазимська сільська рада      | с. Зазим'я         | с. Зазим'я                                                                                 |           |                 |                         |                     |
| 10 | Княжицька сільська рада      | с. Княжичі         | с. Княжичі                                                                                 |           |                 |                         |                     |
| 11 | Красилівська сільська рада   | с. Красилівка      | с. Красилівка                                                                              |           |                 |                         |                     |
| 12 | Кулажинська сільська рада    | с. Кулажинці       | с. Кулажинці                                                                               |           |                 |                         |                     |
| 13 | Літківська сільська рада     | с. Літки           | с. Літки                                                                                   |           |                 |                         |                     |
| 14 | Літочківська сільська рада   | с. Літочки         | с. Літочки с. Соболівка                                                                    |           |                 |                         |                     |
| 15 | Мокрецька сільська рада      | с. Мокрець         | с. Мокрець с. Бервиця                                                                      |           |                 |                         |                     |
| 16 | Плосківська сільська рада    | с. Плоске          | с. Плоске с. Першотравневе                                                                 |           |                 |                         |                     |
| 17 | Погребська сільська рада     | с. Погреби         | с. Погреби                                                                                 |           |                 |                         |                     |
| 18 | Пухівська сільська рада      | с. Пухівка         | с. Пухівка                                                                                 |           |                 |                         |                     |
| 19 | Рожівська сільська рада      | с. Рожівка         | с. Рожівка                                                                                 |           |                 |                         |                     |
| 20 | Рожнівська сільська рада     | с. Рожни           | с. Рожни                                                                                   |           |                 |                         |                     |
| 21 | Руднянська сільська рада     | с. Рудня           | с. Рудня                                                                                   |           |                 |                         |                     |
| 22 | Русанівська сільська рада    | с. Русанів         | с. Русанів с. Перше Травня                                                                 |           |                 |                         |                     |
| 23 | Світильнівська сільська рада | с. Світильня       | с. Світильня с. Гребельки                                                                  |           |                 |                         |                     |
| 24 | Семиполківська сільська рада | с. Семиполки       | с. Семиполки                                                                               |           |                 |                         |                     |
| 25 | Требухівська сільська рада   | с. Требухів        | с. Требухів с. Переможець                                                                  |           |                 |                         |                     |
| 26 | Шевченківська сільська рада  | с. Шевченкове      | с. Шевченкове                                                                              |           |                 |                         |                     |

* Примітки: м. — місто, смт — селище міського типу, с. — село, с-ще — селище